# In jenen Tagen (1947)
In jenen Tagen ist ein deutscher Episodenfilm von Regisseur Helmut Käutner. Er gehört zu den sogenannten Trümmerfilmen, die kurz nach dem Zweiten Weltkrieg in den vier Besatzungszonen entstanden. 

## Handlung
Karl und Willi schlachten 1946 in den Trümmern von Hamburg ein altes Auto aus und sprechen darüber, ob es in diesen Zeiten überhaupt noch Menschen gebe. Verschiedene Spuren und Gegenstände am und im Auto deuten auf seine bisherigen Besitzer und deren Schicksale hin. Da diese von den Männern nicht immer richtig gedeutet werden, beginnt das Auto selber, seine Geschichte in sieben durch die Rahmenhandlung verknüpften Episoden zu erzählen.
1. Geschichte

Sybille bekommt ein neues Auto ausgeliefert. Es stammt von Peter, der sie in einem Brief bittet, mit dem Wagen zu ihm nach Berlin zu kommen. Als sie am nächsten Tag, dem 30. Januar 1933, losfährt, begegnet sie ihrem Geliebten Steffen. Er erzählt ihr, dass er am nächsten Morgen nach Tampico in Mexiko fahren und Sybille mitnehmen möchte. Sie entscheidet sich jedoch dagegen und setzt ihre Reise nach Berlin fort. Erst im Gespräch mit Peter versteht Sybille, dass Steffen wegen der Machtergreifung der Nationalsozialisten ins Ausland flüchten muss, und entscheidet sich, nun doch mit ihm zu fahren.
2. Geschichte

Das Auto gehört danach Wolfgang Grunelius, einem Komponisten der Moderne. Er ist ein guter Freund der Familie Buschenhagen und häufig zu Besuch. Die Tochter Angela bittet Wolfgang, ihn auf seiner Tournee begleiten zu dürfen, doch dieser lehnt ab und reist alleine. Angelas Mutter Elisabeth fährt in der gleichen Zeit zu ihrer Schwester nach Bremen. Als beide wiederkommen, findet Angela den Kamm ihrer Mutter in Wolfgangs Wagen. Angela ahnt, dass ihre Mutter eine Affäre mit dem Komponisten hat. Sie will die Sache bei einem gemeinsamen Ausflug auffliegen lassen, entscheidet sich jedoch dagegen, als Wolfgang erzählt, dass seine Musik als entartet verboten wurde.
3. Geschichte

Das Ehepaar Wilhelm und Sally Bienert besitzt ein Geschäft für Rahmenkunst in Berlin. Sally ist Jüdin und das Gewerbe ist auf ihren Namen angemeldet. Die beiden fahren mit dem voll beladenen Auto zu ihrem Schrebergarten außerhalb der Stadt. Dort sagt Sally, dass sie sich von Wilhelm scheiden und ihm das Geschäft überlassen will. Sie bringen die Trennung jedoch nicht übers Herz und fahren wieder zurück in die Stadt, in der inzwischen die Pogrome der „Kristallnacht“ von 1938 begonnen haben. Alle jüdischen Geschäfte werden zerstört und geplündert. Da die Schaufenster der Rahmenkunsthandlung nicht mit weißen Buchstaben gekennzeichnet sind, bleibt diese verschont. Wilhelm schmeißt daraufhin selbst die Scheibe ein. Einige Tage später wird das Ehepaar tot in der Schrebergartensiedlung aufgefunden, sie haben gemeinsam den Freitod gewählt.
4. Geschichte

Dorothea Wielands Mann Jochen ist verschwunden. Ihre Schwester Ruth gesteht ihr, dass sie und Jochen ineinander verliebt und im Widerstand aktiv seien. Sie hätten geplant, zusammen nach Zürich zu flüchten. Vermutlich sei der Plan aufgeflogen. Von ihrem Bekannten Dr. Ansbach erfährt Dorothea, dass Jochen „auf der Flucht erschossen“, also von den Nazis ermordet worden sei. Er rät ihr, eilends selber zu flüchten, da die Nazis annähmen, sie sei die Frau, die mit Jochen zusammen hatte entkommen wollen. Stattdessen ruft sie jedoch Ruth an und sagt ihr, dass sie auf dem geplanten Weg das Land verlassen müsse. Da Ruth sonst vermutlich bei ihrer Schwester bleiben würde, lügt Dorothea, Jochen lebe und ihm sei die Flucht geglückt. Dorothea wird kurze Zeit später verhaftet und lässt das Auto zurück. Es wird von der Wehrmacht requiriert.
5. Geschichte

Der Soldat der Wehrmacht August Hintze holt in Russland mit dem Auto einen neuen Leutnant vom Bahnhof ab. Er schlägt vor, erst am nächsten Tag zurückzufahren, da nachts die Gefahr groß sei, bei Mondlicht von Partisanen angegriffen zu werden. Doch der Leutnant nimmt seine Warnung nicht ernst und besteht darauf, sofort zu fahren. Auch als es auf der Fahrt Hinweise für Partisanen in der Nähe gibt, drängt er auf eine Weiterfahrt. Hintze erzählt von den Schrecken des Russlandfeldzugs und spricht davon, dass auch die Russen Menschen seien und für sie die Deutschen „der Feind“. Der Leutnant hat kein Verständnis für solche Äußerungen. Als von Partisanen Leuchtkugeln abgeschossen werden, versuchen die beiden Soldaten, mit ausgeschalteten Scheinwerfern zu entkommen. Das Mondlicht bricht durch die Wolkendecke, und das Auto gerät unter Beschuss. Hintze wird getroffen und stirbt.
6. Geschichte

In Berlin versucht Erna, ihre frühere Arbeitgeberin, die Baronin von Thorn, aus der Stadt zu bringen, deren Sohn am Attentat vom 20. Juli 1944 beteiligt war. Gegenüber der Baronin stellt sie sich jedoch unwissend und gibt vor, sie nur vor den Bomben in Sicherheit bringen zu wollen. Auf der Fahrt haben die Frauen eine Panne – das Kühlwasser ist alle. Ein Polizist erkennt den Namen der Baronin wieder und nimmt beide fest. Erst jetzt erfährt Frau von Thorn, dass Erna von der Beteiligung ihres Sohnes wusste und trotzdem die Gefahr auf sich genommen hat, ihr bei der Flucht zu helfen.
7. Geschichte

1945, in den letzten Kriegsmonaten, findet der Soldat Josef das Auto in einer Scheune. Dort trifft er die junge Witwe Marie, die mit ihrem neugeborenen Kind zu Fuß aus Schlesien geflüchtet ist und in das fiktive Dorf Illingenworth nördlich von Hamburg will. Obwohl er nach Süden muss und die Gefahr besteht, von einer Streife aufgegriffen und als Deserteur sofort erschossen zu werden, fährt Josef die beiden am nächsten Morgen nach Hamburg. Dort versichert er Marie, sie eines Tages zu besuchen. Auf dem Rückweg wird er von einer Streife angehalten. Obwohl er nicht erklären kann, warum er sich in der Nähe von Hamburg befindet, ermöglicht ihm einer der Feldjäger, zu Fuß zu flüchten.
Die Rahmenhandlung schließt mit einem Monolog des Autos, auch in unmenschlichen Zeiten gebe es Menschen.

## Hintergrund
Das Konzept zu In jenen Tagen wurde von Helmut Käutner und Ernst Schnabel bereits während des Krieges entworfen. Er war der erste Film der Camera-Filmproduktion GmbH, die von Helmut Käutner und Helmut Beck im März 1946 gegründet worden war und die als erste Filmproduktionsfirma der britischen Besatzungszone eine Spielfilmlizenz bekommen hatte. Im August 1946 begannen die Dreharbeiten, mit einer geliehenen Kamera. Auch die restlichen Ausrüstungsgegenstände mussten auf dem Schwarzmarkt gekauft, geliehen oder anderweitig beschafft werden. Da es in Hamburg zu der Zeit keine Ateliers gab, wurde ausschließlich unter freiem Himmel gefilmt. Dies machte die Dreharbeiten vor allem in dem harten Winter 1946/47 zu einer Tortur, die Temperaturen fielen bis auf minus 26 Grad Celsius. Mangels Studios konnte auch für die Autofahrten keine Rückprojektion eingesetzt werden, weshalb für manche Szenen Kameramann Igor Oberberg auf die Motorhaube geschnallt werden musste und ein mit Kabeln verbundener Tonwagen neben dem Fahrzeug herfuhr. Beim Casting mussten Einschränkungen in Kauf genommen werden, da es vielen Schauspielern nicht möglich war, nach Hamburg zu reisen. Dies führte dazu, dass sowohl der in Propagandafilmen aufgetretene Hermann Speelmans als auch der im KZ Buchenwald eingesessene Erwin Geschonneck an den Dreharbeiten beteiligt waren.
Der später sehr erfolgreiche Regisseur Rudolf Jugert wirkte in diesem Film erneut als Assistent von Helmut Käutner mit und übernahm in der 3. Geschichte an der Seite von Ida Ehre und Willy Maertens auch eine kleine Rolle als Postzusteller. Herbert Kirchhoff schuf die Filmbauten, Helmut Beck war Produktionsleiter.
In jenen Tagen hebt sich insofern von anderen Trümmerfilmen wie Die Mörder sind unter uns ab, als er nicht die Täter zum Thema nimmt, sondern die Opfer des Nationalsozialismus, und durch die Aussage, dass es auch gute Menschen in diesen Zeiten gab, und so eine optimistischere Grundstimmung als andere Filme dieses Genres hat.
Die Idee, ein Auto und die Schicksale dessen verschiedener Besitzer zum Thema eines Episodenfilms zu machen, wurde noch einmal 1964 in Großbritannien aufgegriffen: The Yellow Rolls-Royce (Der gelbe Rolls-Royce), Regie: Anthony Asquith.
Die Uraufführung war am 13. Juni 1947 in Hamburg. In West-Berlin war der Film erstmals am 17. Juni 1947 zu sehen und als Austauschfilm West-Deutschland/Mittel-Deutschland lief er erstmals am 17. September 1948 in Ost-Berlin.

## Kritiken
Der Film wurde von der Presse eher positiv aufgenommen.
Der Spiegel schrieb in der Ausgabe 24/1947:
„Es ist ein schwerer Film. Käutner gibt mit ihm ein Beispiel, daß mit einem dichterisch geschriebenen Drehbuch, einem guten Ensemble mit sehr viel eigenen Ideen und viel Temperament aus dem Erlebnis der Gegenwart Filme geschaffen werden können, die alle angehen.“ Außerdem lobt er Kameramann Igor Oberberg und dass der Film nicht „den politischen Zeigefinger“ hebe.
„Schwerlich ist in der ganzen deutschen Nachkriegsliteratur so tonlos, so im ‚Nebenbeigesprochenen‘ und so haargenau die kennzeichnende Sprache der Tyrannei festgehalten.“ schreibt Die Gegenwart 1948, „Was hier gezeigt wird, sehr still, mit der Selbstverständlichkeit des guten Herzens, darauf gibt es kein Gegenargument. Es ist, als riefe die helle Stimme des Knaben David, der den Unmenschen Goliath erschlug, den Bangenden Mut zu.“
Wolfdietrich Schnurre schrieb in Der Neue Film: „Käutner hat die in Fachkreisen auf ihn gesetzten Hoffnungen weiß Gott nicht enttäuscht. Im Gegenteil: technisch, in seiner ‚Notkunst‘ des Andeutens und Abstrahierens, hat er sie wahrscheinlich sogar übertroffen. […] Seit dem 13. Juni 1947 gibt es wieder einen ernst zu nehmenden deutschen Film.“
Das Lexikon des internationalen Films bezeichnet In jenen Tagen als „(film-)historisch wichtige[n] Film, der in knapp-präziser Charakterisierung und geschickter Aufbereitung der Zeitatmosphäre die Frage stellt, was es heißt, ‚Mensch‘ zu sein.“. Käutners Neigung zu oberflächlicher Symbolik schwäche jedoch gelegentlich den Gesamteindruck.

## Preise
In jenen Tagen wurde als erster deutscher Film auf dem Internationalen Filmfestival von Locarno prämiiert und erhielt 1960 von der Filmbewertungsstelle Wiesbaden das Prädikat „besonders wertvoll“.
Filmhistoriker und -journalisten im Verbund Deutscher Kinematheken wählten den Film 1995 zu einem der 100 wichtigsten deutschen Filme aller Zeiten.